# Septo atrioventricular
En anatomía, el septo atrioventricular es un septo del corazón localizado entre la aurícula derecha y el ventrículo izquierdo.
Aunque el nombre "septo atrioventricular" implica a cualquier septo entre una aurícula y un ventrículo, en la práctica las divisiones entre aurícula derecha y ventrículo derecho y entre aurícula izquierda y ventrículo izquierdo son válvulas y no septos. Además, normalmente no hay comunicación entre la aurícula izquierda y ventrículo derecho.

## Estructura
El septo atrioventricular tiene una parte membranosa y muscular.
Al considerar solo el septo membranoso, también se le conoce como el "componente auriculoventricular del septo membranoso".

## Embriología
El septo atriventricular se forma por la unión del cojinete aurículoventricular dorsal y el cojinete aurículoventricular ventral. Este septo divide el canal auriculoventricular.

## Importancia clínica
En algunos casos, los defectos se pueden identificar con un ecocardiograma.
La formación incompleta de los cojinetes endocárdicos puede provocar defectos del septo atrioventricular, como un defecto del ostium primum.